# شین دون
در اواخر سلسله گوریو در قرن سیزدهم میلادی افرادی که در قدرت بودند با دلایل مختلفی زمین‌های کشاورزان را غضب می‌کردند و آن‌ها را از کار بر روی زمین محروم می‌کردند. کشاورزانی که زمین‌های خود را از دست می‌دادند به بردگی گرفته می‌شدند. به منظور اصلاح این شرایط برای اولین بار در سال ۱۲۶۹ سیستم مدیریت برای طبقه بندی زمین‌های کشاورزی و جمعیت کشاورزان معرفی شد. سازماندهی دولت با هدف اصلاح زمین‌ها و برده‌ها پس از آن چندین مرتبه دیگر تکرار شد. دفتر سلطنتی تا سال ۱۳۶۶ در خلال سلطنت امپراتور گنگ مین نقشی حیاتی را بازی می‌کرد. راهبی بودایی به نام شین دون در خلال این سازماندهی‌ها مبادرت به اصلاحاتی ورزید وی به پشتوانه اعتماد پادشاه اکثر قدرت کشور را در دست گرفت. بعضی‌ها او را یک اصلاح طلب و انقلابی و بعضی دیگر او را یک راهب بودایی فاسد می‌دانند که طمع قدرت او را کور کرده بود.

## زندگی‌نامه
شین دون (هانگول:산돈، انگلیسی: sin don) به عنوان پسر یک زن برده در دیری بودایی در سال ۱۳۲۲ به دنیا آمد. او بدون پدر و توسط مادرش پرورش یافت. او به‌طور طبیعی تبدیل به یک راهب بودایی شد و دوران کودکی خود را با نام دار مایی خود «پیون جو» سپری کرد. شین دون برای اولین بار و در سال ۱۳۵۸ با پادشاه گنگ مین دیدار کرد. پادشاه از طبقه اشراف به دلیل همراهی با قدرت ناامید شده بود و به دنبال شخصیت تازه ای برای پیشبرد اصلاحات بود.
شبی پادشاه خوابی دید. در خواب مردی در حال کشتن پادشاه بود که راهبی بودایی در حال گذر از آن مکان جان پادشاه را نجات داد. مدت کمی بعد از آن خواب پادشاه، شین دون را ملاقات کرد. پادشاه بر این اعتقاد بود کسی که او را در خواب نجات داده شین دون است.
بعد از آن پادشاه متناوباً با شین دون ملاقات می‌کرد و به او لقب چونگ هان گوسا را به معنی عابد روشن ضمیر و با فراغ بال اعطا می‌کند. شین دون با جدیت شروع به اشتغال در امور کشوری نمود. او مصمم بود تا جامعه فاسد را اصلاح کند.
سیاست او بر بهبود معیشت مردم تکیه داشت. پادشاهان قبلی مدیریتی برای طبقه‌بندی زمین‌های کشاورزی و جمعیت کشاورزان به وجود آورده بودند ولی شین دون تشکیلات برای اصلاح سیستم زمین و بردگان را مجدداً سازماندهی کرد. او بر روی قانونی متمرکز شد که در آن اشراف را ملزم می‌کرد تا زمین‌هایی را که از کشاورزان بینوا گرفته بودند به صاحبان اصلی شان بازگردانند. اگر برده‌ها یا مردمان با رده اجتماعی پایین می‌خواستند به افراد عادی جامعه تبدیل شوند شین دون به این آرزوی آن‌ها جامه عمل می‌پوشاند. این کار او باعث شد تا بردگان و کشاورزان از او به عنوان یک فرد اصلاح طلب و مقدس یاد کنند.
کتاب تاریخی با نام تاریخ گوریو شین دون را راهبی شرور می‌داند. در آن کتاب او به عنوان فردی که با کلماتش وانمود می‌کرد مقدس است اما در مورد دیگران وقیحانه صحبت می‌کرد و در حالی که زنان را با فریب به روابط ناشایست می‌کشاند به آن‌ها صدمه می‌زد، توصیف شده‌است. به گفته این کتاب شین دون علی‌رغم تمام رفتارهای مجرمانه اش در برابر پادشاه کاملاً متفاوت ظاهر می‌شد. شین دون هیچ ترسی از پادشاه نداشت زیرا از اعتماد کامل پادشاه به خودش اطمینان داشت. اشراف از پادشاه در خواست می‌کردند تا از این فرد شیطانی دوری بجوید و حتی نقشه کشیدند تا از شر او خلاص شوند اما پادشاه از شین دون حمایت و طرفداری می‌کرد.
با اینحال روابط شین دون و پادشاه گنگ مین هنگامی که شین دون پیشنهاد تغییر پایتخت را داد شروع به فروپاشی کرد. زمانی که پادشاه از فزونی رویاهای شین دون آگاهی یافت سعی کرد تا فاصله خود را با او حفظ کند. شین دون نقشه خیانت کشید که این کارش باعث تبعیدش در سال ۱۳۷۱ شد و بعدها سرش را از تنش جدا کردند.
شین دون اختیار قدرت را برای مدت نسبتاً کوتاه شش سال در زمان پادشاه گنگ مین بر عهده گرفت. جایگاه سیاسی او تقریباً غیرطبیعی بود زیرا تنها ریشه در اعتماد پادشاه داشت و گفته شده که او فاقد صلاحیت به عنوان یک سیاستمدار بوده‌است.
او از یک پست دولتی برای بازگرداندن زمین‌هایی که اشراف از کشاورزان غضب کرده بودند استفاده کرد تا آن‌ها را به صاحبان اصلی شان بازگرداند. او سیاستمداران را از طریق سیستم سونگ گیونگ وان انتخاب می‌نمود.